# سینوواک بیوتک
سینوواک بیوتک (Sinovac Biotech Ltd) یک شرکت زیست دارویی چینی است که بر تحقیق، توسعه، ساخت و تجاری سازی واکسن‌هایی برای مقابله با بیماری‌های عفونی انسان تمرکز و فعالیت دارد. این شرکت در پکن، چین مستقر است.

## واکسن‌ها
واکسن‌های تجاری سینوواک شامل واکسن‌های هپاتیت A، واکسن ترکیبی هپاتیت A و هپاتیت B، واکسن آنفلوانزا است. سینوواک در حال حاضر در حال توسعه و تولید واکسن کووید-۱۹ با نام کروناواک و یک واکسن التهاب مغز ژاپنی است.